# 大慈院聖紹
大慈院 聖紹（だいじいん せいしょう、応永3年（1396年） - 享徳2年7月26日（1453年8月30日））は、室町時代前期から中期にかけての女性、尼僧。室町幕府第3代将軍・足利義満の娘。同第4代将軍・足利義持や同第6代将軍・足利義教らの異母妹。

## 生涯
父は足利義満。母は側室の藤原量子か宇治殿とされる。字は宗山といい、若年時は柳殿と呼ばれた。応永28年（1421年）に異母兄の足利義持やその正室の日野栄子、そして足利義量の訪問を受けている。また、応永35年（1428年）1月の義持の葬儀にも列席していたようである。後に聖久の跡を受けて大慈院主となった。享徳2年（1453年）7月26日に死去。享年58。
柳殿とは、後光厳天皇の皇女・治子内親王が出家して住んだ御所の事である。その没後は後円融天皇の皇女の珪子内親王が継ぎ、両者とも柳殿と称された。聖紹はこの御所を継いだものと推測されている。